# Andrew Scarborough
Andrew Scarborough (Harrogate, 30 de noviembre de 1973) es un actor británico, conocido por su papel de Tim Drewe en Downton Abbey y desde 2017 por su papel de Graham Foster en Emmerdale. También es conocido por sus papeles en Hearts and Bones, La Biblia, Jamaica Inn, Hidden y Bad Girls.  También es actor de teatro habiendo actuado en los teatros londinenses, incluyendo los teatros del West End.

## Vida personal
Scarborough nació en Harrogate, North Yorkshire y asistió al Harrogate Grammar School.
Aparte de actuar, a Scarborough le gusta el ciclismo.

## Carrera
Scarborough se capacitó en el Webber Douglas Academy of Dramatic Art e hizo su debut profesional en el teatro en el Harrogate Theatre en tres obras, comenzando con El inspector general como Dobchinsky, luego El sueño de una noche de verano como Oberon, y luego el Genio de la lámpara en la versión 'Pantomima' de Aladdín. Luegl hizo de Heathcliff en la obra de Emily Brontë, Cumbres borrascosas y desde entonces ha interpretado a Renaldo en la producción londinense de 1995 de Hamlet protagonizada por Ralph Fiennes.
Andrew hizo su debut en la televisión con la serie Casualty. Le siguieron The Bill, Streets of Gold, Heartbeat, Touching Evil y Silent Witness. También hizo un papel recurrente en la telenovela Coronation Street como Harvey Reuben.
Su debut en la gran pantalla fue con Jason y los argonautas.
Luego tuvo el papel protagónico de Kevin Spiers en Bad Girls, Stewart Diamond en Suburban Shootout, Mark en The Innocent, Michael Owen en Hearts and Bones, Joshua en La Biblia,  Magistrado Bassat en Jamaica Inn y Tim Drewe en Downton Abbey.

## Filmografía
| Año         | Título                          | Papel                                                              | Notas                                                   |  |
| ----------- | ------------------------------- | ------------------------------------------------------------------ | ------------------------------------------------------- |  |
| 1993 - 2000 | Casualty BBC                    | PC / Daniel / Gavin Turner...                                      | Diferentes papeles en diferentes episodios y temporadas |  |
| 1994 - 1999 | The Bill ITV                    | Wilf Harris: Stanton's Story / Roy Packham / Barry Shackford / ... | Diferentes papeles en diferentes episodios y temporadas |  |
| 1996 - 1997 | Y Palman Aur S4C                | Marcus                                                             | Un título en galés aue se traduce como "Calles de oro"  |  |
| 1997        | Trial and Retribution ITV       | Tom                                                                |                                                         |  |
| 1998        | Silent Witness BBC              | Marco Rossi                                                        |                                                         |  |
| 1999        | Dangerfield BBC                 | PC Dewhurst                                                        |                                                         |  |
| 1999        | Touching Evil ITV               | DC Martin Simmons                                                  | Regular                                                 |  |
| 2000        | Heartbeat ITV                   | Martin Weller                                                      |                                                         |  |
| 2000        | Jason y los argonautas HALLMARK | Soldado de Aeson                                                   | Película de televisión                                  |  |
| 2001        | The Innocent ITV                | Mark Latimer                                                       | Protagonista                                            |  |
| 2000 - 2001 | Coronation Street ITV           | Harvey Reuben                                                      | Invitado regular / 12 episodios                         |  |
| 2000 - 2001 | Hearts and Bones BBC            | Michael Owen                                                       | Protagonista                                            |  |
| 2004        | Eyes Down BBC                   | Philip                                                             |                                                         |  |
| 2005        | Rome HBO                        | Milo                                                               |                                                         |  |
| 2005        | Bad Girls ITV                   | Kevin Spiers                                                       | Miembro regular                                         |  |
| 2006 - 2007 | Suburban Shootout CHANNEL 5     | Stewart Diamond                                                    | Protagonista                                            |  |
| 2007        | Roman Mysteries BBC             | Josephus                                                           |                                                         |  |
| 2007 - 2016 | Holby City BBC                  | Tim Campbell / Danny Berg / Most recently Marcus Dunn              |                                                         |  |
| 2008 - 2010 | Doctors BBC                     | Martin Venning / DS Vince Blackwell                                | Diferentes papeles en diferentes episodios              |  |
| 2008        | The Royal Today ITV             | Dr Jonathan Ormerod                                                | Protagonista                                            |  |
| 2009        | Spooks BBC                      | Stephen Hillier                                                    |                                                         |  |
| 2011        | Hidden BBC                      | Ben Lander                                                         | Estrella invitada                                       |  |
| 2011        | EastEnders BBC                  | Carter                                                             |                                                         |  |
| 2012        | Silk BBC                        | DS Adam Lambert                                                    |                                                         |  |
| 2013        | Our Girl BBC                    | Sergeant Peters                                                    | Película de televisión                                  |  |
| 2013        | La Biblia Canal Historia        | Joshua                                                             | Protagonista / Película de televisión                   |  |
| 2013 - 2015 | Downton Abbey ITV               | Tim Drewe                                                          | Protagonista                                            |  |
| 2014        | Jamaica Inn BBC                 | Magistrado Bassat                                                  | Protagonista                                            |  |
| 2017        | Wolfblood BBC                   | Hartington                                                         | Antagoniata de la quinta temporada                      |  |
| 2017-       | Emmerdale ITV                   | Graham Foster                                                      | Miembro regular                                         |  |

## Teatro
| Año  | Título                          | Papel               | Notas                                        |
| ---- | ------------------------------- | ------------------- | -------------------------------------------- |
| 1993 | Enrique V                       | Enrique V           | Teatro Tabard                                |
| 1993 | El inspector general            | Dobchinsky          | Teatro Harrogate                             |
| 1993 | El sueño de una noche de verano | Oberon              | Teatro Harrogate                             |
| 1993 | Aladdín                         | Genio de la Lámpara | Teatro Harrogate                             |
| 1994 | Cumbres borrascosas             | Heathcliff          | Northampton Theatre y York Royal Theatre     |
| 1995 | Hamlet                          | Renaldo             | Hackney Empire                               |
| 1996 | El botín                        | Dennis              | Theatre Clwyd and Tour                       |
| 1998 | Cumbres borrascosas             | Hindley             | Good Theatre Company UK Tour                 |
| 1998 | Handbag                         | David / Moncreiff   | Una nueva obra para ATC Theatre              |
| 2002 | Wild Orchids                    | El príncipe         | Chichester Festival Theatre                  |
| 2003 | The Master Builder              | Ragnor              | Albery Theatre / West End                    |
| 2004 | Electricity                     | Michael             | Una nueva obra para West Yorkshire Playhouse |
| 2005 | Relative Values                 | Nigel               | Salisbury Playhouse                          |
| 2015 | Uppercut                        | Barry               | Una nueva obra para Southwark Playhouse      |